# Брандовский, Альфред

Герб Рох

Альфред Рох Брандовский (пол. Alfred Roch Brandowski; 11 сентября 1835, Вилковыя (ныне Яроцинский повят, Великопольское воеводство, Польша) — 4 июля 1888, Краков, Австро-Венгрия) — польский учёный в области классической филологии, латинист, доктор философии, педагог, профессор классической филологии в Краковском университете.

## Биография
Шляхтич герба Рох.
С 1865 г. был профессором латыни в Ягеллонском университете. Автор ряда публикаций в области классической филологии и польского гуманизма.
В числе его учеников были, в частности, Ян Чубек и Бронислав Кручкевич.
Похоронен на Раковицком кладбище в Кракове.

## Избранные труды
- «De Stanislai Orichovii annalibus polonis» (Берлин, 1860);
- «О pomysłach lechickich Bielowskiego» (Kpaков, 1868);
- «Wykład budowy wierszòw Owidego, Wirgilego i Horacego» (Краков, 1868);
- «Rozbiòr tresci ortograficznej najstarszego rękopismu kroniki błogosławisnego mistrża Wincentego, biskupa Krakowskiego» (Краков, 1869),
- «Heglizm w semazjologji Tacinskiej» (Краков, 1886) и другие.